# Obwód karski
Obwód karski (ros. Карсская область) – jednostka administracyjna Imperium Rosyjskiego na Kaukazie Południowym, utworzony w 1878 na części ziem uzyskanych przez Rosję od Imperium Osmańskiego traktatem w San Stefano i traktatem berlińskim po wojnie rosyjsko-tureckiej. Stolicą obwodu był Kars. Istniał do 1918.
Obwód był położony w zachodniej części Kaukazu Południowego. Graniczył od północy z gubernią tyfliską, od północnego zachodu z gubernią kutaiską (1883–1903), do 1883 i od 1903 z obwodem batumskim, na południu i południowym zachodzie z Imperium Osmańskim (wilajet Erzurum), na wschodzie z gubernią erywańską.
Powierzchnia obwodu wynosiła w 1897 – 18 646,6 km² (16 473 wiorst²). Obwód w początkach XX wieku był podzielony na 4 okręgi.

## Demografia
Ludność, według spisu powszechnego 1897 – 290 654 osób – Ormian (25,3%), Turków (21,9%), Kurdów (14,8%), Greków (11,2%), Azerów- Karapapachów (10,3%), Rosjan (7,7%), Turkmenów (2,9%), Ukraińców (1,8%), Polaków (1,1%).

### Ludność w okręgach według deklarowanego języka ojczystego 1897[1]
| Okręg         | Ormianie | Turcy | Kurdowie | Grecy | Azerowie (Karapapachowie) | Rosjanie | Turkmeni | Ukraińcy | Polacy | Azerowie |
| ------------- | -------- | ----- | -------- | ----- | ------------------------- | -------- | -------- | -------- | ------ | -------- |
| Obwód łącznie | 25,3%    | 21,9% | 14,8%    | 11,2% | 10,3%                     | 7,7%     | 2,9%     | 1,8%     | 1,1%   | …        |
| Ardahański    | 2,9%     | 42,6% | 19,1%    | 11,9% | 12,0%                     | 3,0%     | 6,6%     | …        | …      | …        |
| Kagizmański   | 36,5%    | 8,7%  | 29,9%    | 12,2% | …                         | 4,4%     | 1,1%     | 2,4%     | 1,5%   | 1,5%     |
| Karski        | 34,8%    | 7,9%  | 6,8%     | 11,0% | 16,4%                     | 12,6%    | 1,8%     | 2,5%     | 1,6%   | 1,1%     |
| Oltyński      | 9,9%     | 62,6% | 11,1%    | 8,6%  | …                         | 2,8%     | 3,2%     | …        | …      | …        |

## Losy terytorium obwodu
Po przewrocie bolszewickim w Rosji i rozpędzeniu Konstytuanty Rosji przez bolszewików, Sejm Zakaukaski proklamował 10 lutego 1918 powstanie Zakaukaskiej Demokratycznej Republiki Federacyjnej w której skład wszedł obwód karski. 3 marca 1918 w traktacie brzeskim RFSRR zrzekła się na rzecz Imperium Osmańskiego okręgów Kars, Ardahan i Batumi (uzyskanych po wojnie rosyjsko-tureckiej 1878). Od 26 maja 1918 w składzie Demokratycznej Republiki Armenii i Demokratycznej Republiki Gruzji (część północno-wschodnia). We wrześniu 1920 terytorium obwodu zostało zajęte przez wojska Turcji kemalistowskiej (wojna armeńsko-turecka). Po okupacji Demokratycznej Republiki Armenii przez Armię Czerwoną (listopad 1920) terytorium obwodu zostało przez RFSRR przekazane Turcji traktatem moskiewskim (16 marca 1921), cesja została potwierdzona 13 października 1921 traktatem w Karsie pomiędzy Turcją a RFSRR, Gruzińską Socjalistyczną Republiką Radziecką, Armeńską Socjalistyczną Republiką Radziecką i Azerbejdżańską Socjalistyczną Republiką Radziecką. Współcześnie część Republiki Tureckiej.